# Estefania (królowa Pampeluny)
Estefania (ur. około 1010, zm. około 1066) – królowa Pampeluny, żona Garcii III.

## Życiorys
Estefania urodziła się około 1010 roku jako córka hrabiego Barcelony Rajmunda Borrella i Ermesindy z Carcassonne. Miejscem jej urodzenia prawdopodobnie była Barcelona. Wcześniej błędnie przypisywano ją do dynastii Foix, a jej rodzicami miał być Bernardo Roger, hrabia Foix, i Garsinda z Bigorre.
Około roku 1025 została wydana za normandzkiego awanturnika Rogera de Tosni, który wspierał hrabstwo w walkach z Maurami. Małżeństwo to zakończyło się porzuceniem Estefanii bądź śmiercią Rogera. W 1040 roku poślubiła Garcię III, króla Pampeluny. Po śmierci męża w 1054 zajęła się wychowaniem dzieci. Następnie usunęła się do klasztoru Santa María de Nájera.

## Potomstwo
Z Rogerem de Tosni miała jedną córkę, Constanzę, która później została uprowadzona i wydana za Sancho Garcésa, nieślubnego syna Garcii III, męża Estefanii.
Z Garcią III miała co najmniej ósemkę dzieci:
- Sancho IV, król Pampeluny
- Urraca
- Ermesinda
- Ramiro
- Fernando
- Ramón
- Jimena
- Mayor